# Небојша Поповић (рукометаш)
Небојша Поповић (Приједор, 28. април 1947) бивши је југословенски и српски рукометаш, по струци хирург ортопед. Освајач је златне медаље на Олимпијским играма у Минхену 1972. године.

## Играчка каријера
За репрезентацију Југославије одиграо је 115 утакмица и постигао 252 поготка, био репрезентативац света.
Учествовао је на Олимпијским играма са тимом Југославије 1972. Постао је олимпијски шампион у 25 години и одиграо је све мечеве на турниру постигавши једанаест голова. Четири године касније, учествовао је на Олимпијским играма у Монтреалу 1976. године; Југославија није освојила другу узастопну титулу, завршивши на 5. месту. Са репрезентацијом је још освојио две бронзане медаље на Светским првенствима и то 1970. у Француској и 1974. у Западној Немачкој.
На клупском нивоу, већину своје каријере је играо за бањалучки Борац, а освојио је неколико националних титула, али и континенталну титулу шампиона Европе 1976. године.
Након играчке каријере Небојша је радио у белгијском рукомету и постао је технички директор репрезентације Белгије. Од 2007. године живи у Катару и ради као хирург у спортској клиници "Аспире".

## Трофеји
- Југославија
  - Олимпијске игре 1972:  злато
- Борац Бања Лука
  - Куп европских шампиона: 1976.
  - 4 титуле првака Југославије
  - 4 купа Југославије